# Любен Карастоянов
Любен Карастоянов е български лекоатлет, участвал на Летните олимпийски игри през 1924 г. в Париж. Роден е през 1904 г. Той е един от четиримата представители на страната на олимпиадата. Състезава се на 1500 m, като остава последен в серията си. Също така е записан в стартовия списък на 800 m, но не стартира.